# Vendeville
Vendeville – miejscowość i gmina we Francji, w regionie Hauts-de-France, w departamencie Nord.
Według danych na rok 1990 gminę zamieszkiwały 1302 osoby, a gęstość zaludnienia wynosiła 507 osób/km² (wśród 1549 gmin regionu Nord-Pas-de-Calais Vendeville plasuje się na 482. miejscu pod względem liczby ludności, natomiast pod względem powierzchni na miejscu 871.). Znane miejsce pielgrzymek do  Świętej Ryty